# Marvel Avengers Academy
Marvel Avengers Academy era un gioco mobile freemium per iOS e Android, basato sui personaggi presenti nei fumetti Marvel. È stato pubblicato il 4 febbraio 2016. Il gioco è stato chiuso tre anni dopo. Nonostante il nome, il gioco non era correlato alla serie a fumetti Vendicatori Accademia (Avengers Academy).

## Modalità di gioco
Marvel Avengers Academy ha incaricato il giocatore di costruire il proprio campus accademico e popolarlo con supereroi che sono stati reinventati come studenti che stanno sviluppando i loro superpoteri. Il gioco presentava al giocatore una parte del campus, con più aree che venivano sbloccate man mano che avanzava nel gioco. I personaggi vagavano per la mappa con più personaggi che potevano essere reclutati completando le missioni. Altri potevano essere reclutati solo tramite l'uso delle Gemme dell'Infinito. Le Gemme dell'Infinito erano una valuta premium rara nel gioco quotidiano, ma potevano essere acquistate tramite microtransazioni. L'altro tipo di valuta generata nel gioco erano le monete, raccolte dal completamento delle missioni. Completare missioni, missioni, sbloccare personaggi e costruire il campus ha permesso al giocatore di accumulare XP, permettendogli di salire di livello. In questo modo il giocatore poteva sbloccare ulteriori edifici e personaggi, oltre a migliorare i personaggi e gli edifici esistenti.
Periodicamente, venivano resi disponibili eventi a tema che occasionalmente si collegavano alle uscite del Marvel Cinematic Universe. Gli eventi a tema in genere coinvolgevano una fazione nemica che si accampava sull'Accademia con l'obiettivo di prenderne il controllo. Il giocatore doveva difendere l'Accademia e allo stesso tempo reclutare nuovi personaggi per aiutare a salvare l'Accademia.
In concomitanza con il 2° anniversario del gioco, è stato pubblicato un nuovo aggiornamento che ha cambiato radicalmente il gameplay. Invece di raccogliere monete dalle missioni, il giocatore ora raccoglieva resistenza, che veniva utilizzata per combattere gli avversari su una serie di mappe di battaglia permanenti. Oltre a salire di livello, i personaggi possono anche essere classificati in modo permanente, il che aumenta permanentemente i loro HP e le statistiche di battaglia in combattimento. 
Il gioco è stato chiuso il 4 febbraio 2019.

## Accoglienza
Marvel Avengers Academy ha ricevuto recensioni contrastanti al momento del lancio. Polygon ha dichiarato che il gioco è stato "più divertente di quanto abbia il diritto di essere", elogiando anche il design dei personaggi e le trame. Pocket Gamer è stato più critico, valutando il gioco a 4/10 e affermando che Avengers Academy era "gratuito da giocare al suo peggio". Sebbene abbiano anche elogiato il design dei personaggi, hanno affermato che il gioco è stato fortemente orientato verso i giocatori che pagheranno per progredire.